# The Twilight Zone (serie televisiva 2019)
The Twilight Zone è una serie televisiva antologica statunitense di genere fantascientifico. È la terza serie revival ispirata all'omonima serie televisiva del 1959, ideata da Rod Serling. Presentata da Jordan Peele, la serie viene distribuita su CBS All Access dal 1º aprile 2019.
A febbraio 2021 è stato confermato che gli autori considerano la serie conclusa, e che non ci sarebbe stata una terza stagione. L'ultimo episodio è il numero 330 considerando tutte le serie dello show, una delle serie di maggiore impatto di sempre nella storia della televisione.

## Episodi
| Stagione         | Episodi | Pubblicazione USA | Prima TV Italia |
| ---------------- | ------- | ----------------- | --------------- |
| Prima stagione   | 10      | 2019              | inedita         |
| Seconda stagione | 10      | 2020              | inedita         |

## Produzione

### Sviluppo
Il 19 dicembre 2012, venne annunciato che Bryan Singer aveva finalizzato un accordo per lo sviluppo, la produzione esecutiva e la regia di un terzo revival della serie del 1959 Ai confini della realtà. Inoltre, al momento dell'annuncio, la produzione non aveva ancora assunto uno sceneggiatore. Nel marzo del 2013, fu annunciato che uno sceneggiatore era in trattative per unirsi alla serie. Nel 2016, Simon Kinberg e Craig Sweeny si erano uniti alla produzione, mentre CBS stava decidendo s. e venderla ad altre reti o di collocarla sul servizio CBS All Access. Alla fine, Kinberg lasciò il progetto per scrivere e dirigere il film X-Men - Dark Phoenix, mentre successivamente si ritirarono anche Singer e Sweeny.
Il 2 novembre 2017, fu annunciato che CBS stava riprogettando il revival per il loro servizio di streaming CBS All Access. Inoltre, è stato riportato che Jordan Peele era in trattativa per la produzione esecutiva della serie attraverso la sua società di produzione Monkeypaw Productions e che Marco Ramirez era in trattative per servire come showrunner. Il 6 dicembre 2017, fu annunciato che la CBS aveva dato alla produzione un ordine di serie. Peele e Ramirez erano stati confermati come produttori esecutivi insieme a Simon Kinberg, Win Rosenfeld, Audrey Chon, Carol Serling e Rick Berg. Ci si aspettava inoltre che Peele, Ramirez e Kinberg collaborassero insieme all'episodio pilota della serie. Le case di produzione coinvolte sono la CBS Television Studios, la Monkeypaw Productions e la Genre Films.
Il 6 agosto 2018, fu confermato che la prima stagione consisteva in 10 episodi. Inoltre, è stato riferito che la produzione aveva creato una stanza degli sceneggiatori, completato concetti, schemi e sceneggiature per la prima stagione in varie fasi di sviluppo. Non ci si aspettava che la serie avesse uno showrunner formale, ma il regista Greg Yaitanes doveva essere incaricato di supervisionare la continuità tra gli episodi. Il 20 settembre 2018, è stato annunciato che, oltre alla produzione esecutiva, Peele sarebbe stato il narratore e presentatore della serie. Il 2 ottobre 2018, è stato annunciato tramite un video promozionale della serie che Gerard McMurray avrebbe diretto un episodio con Mathias Herndl come direttore della fotografia. Il 15 novembre 2018, è stato riportato che Alex Rubens avrebbe scritto un episodio della serie.
Il 29 aprile 2019, la serie è stata rinnovata per una seconda ed ultima stagione. A febbraio 2021 è stato confermato che gli autori considerano la serie conclusa, e che non ci sarebbe stata una terza stagione.

### Casting
Nell'ottobre 2018, è stato annunciato che Sanaa Lathan e Adam Scott erano stati scritturati in ruoli da guest star. Lathan doveva apparire in un episodio intitolato Rewind, mentre Scott in un episodio intitolato Nightmare at 30,000 Feet, un remake dell'episodio della serie originale Incubo a 20.000 piedi, interpretato all'epoca da William Shatner. Il 15 novembre 2018, è stato riferito che Kumail Nanjiani era entrato nel cast. Nel dicembre 2018, fu annunciato che John Cho, Allison Tolman, Jacob Tremblay, Erica Tremblay, Steven Yeun e Greg Kinnear sarebbero apparsi nei loro ruoli rispettivi. Cho, Tolman e i Tremblay dovevano apparire in un episodio intitolato The Wunderkind, mentre Yeun e Kinnear in un episodio intitolato The Traveller. Nel gennaio 2019, è stato riferito che DeWanda Wise, Jessica Williams, Lucinda Dryzek, Jefferson White, Jonathan Whitesell, Taissa Farmiga, Rhea Seehorn, Luke Kirby, Ike Barinholtz e Percy Hynes-White erano entrati nel cast della serie. Wise, Williams, Dryzek, White e Whitesell dovevano apparire in un episodio, mentre Farmiga, Seehorn, Kirby, Barinholtz e Hynes-White sarebbero presenti in un altro. Il 7 febbraio 2019, è stato annunciato che Ginnifer Goodwin, James Frain e Zabryna Guevara erano stati scelti per l'episodio Point of Origin. È stato rivelato attraverso la pagina ufficiale di Twitter che Seth Rogen apparirà in un episodio. Nel marzo 2019, è stato annunciato che Zazie Beetz e Betty Gabriel sarebbero apparse in un episodio, mentre Chris O'Dowd e Amy Landecker appariranno in un episodio intitolato The Blue Scorpion. Nello stesso mese si unisce al cast anche Damson Idris.

### Riprese
Le riprese della serie sono iniziate il 1º ottobre 2018 a Vancouver, in Canada e sono terminate il 20 marzo 2019.

## Promozione

### Marketing
Il 3 febbraio 2019, durante il Super Bowl LIII, venne presentato un teaser trailer della serie. Lo spot ha giocato come se interrompesse il feed della partita, trasmessa su CBS, e ha visto Jordan Peele nel Mercedes-Benz Stadium completamente vuoto. Un secondo trailer è stato pubblicato il 21 febbraio.

## Distribuzione
Il 30 gennaio 2019, è stato annunciato durante la conferenza stampa invernale annuale della Television Critics Association che la serie sarebbe stata presentata in anteprima il 1º aprile 2019. I primi 2 episodi della serie avrebbero dovuto uscire insieme nella prima anteprima, mentre i restanti 8, verranno pubblicati una volta a settimana a partire dall'11 aprile.